# Arcidiocesi di Bratislava
L'arcidiocesi di Bratislava (in latino: Archidioecesis Bratislaviensis) è una sede metropolitana della Chiesa cattolica in Slovacchia. Nel 2022 contava 444.860 battezzati su 777.700 abitanti. È retta dall'arcivescovo Stanislav Zvolenský.

## Territorio
L'arcidiocesi comprende la regione di Bratislava, i distretti di Skalica e Senica e la parte occidentale del distretto di Dunajská Streda nella regione di Trnava.
Sede arcivescovile è la città di Bratislava, dove si trova la cattedrale di San Martino. Due importanti santuari mariani sono quello di Marianka e la basilica dei Sette Dolori della Vergine Maria a Šaštín.
Il territorio si estende su 3.759 km² ed è suddiviso in 123 parrocchie, raggruppate in 10 decanati: Bratislava centro, Bratislava nord, Bratislava sud, Malacky, Pezinok, Senec, Senica, Skalica, Šamorín, Šaštín.

### Provincia ecclesiastica
La provincia ecclesiastica di Bratislava comprende le seguenti suffraganee:
- diocesi di Banská Bystrica
- diocesi di Nitra
- arcidiocesi di Trnava
- diocesi di Žilina

## Storia
Bratislava fu sede per secoli degli arcivescovi di Esztergom, che vi fecero costruire un imponente Palazzo Primaziale (dal XX secolo ospita il municipio), quando gran parte del Regno d'Ungheria era occupato dai turchi. L'attuale cattedrale di Bratislava fu, dal 1563 al 1830, la sede delle incoronazioni dei Re d'Ungheria. Nel 1922, dopo il distacco della Slovacchia dall'Ungheria, fu eretta l'amministrazione apostolica di Trnava, arcidiocesi dal 1977, e poi denominata Bratislava-Trnava nel 1995.
L'arcidiocesi di Bratislava è stata eretta il 14 febbraio 2008 con la bolla Slovachiae sacrorum di papa Benedetto XVI, in seguito alla divisione dell'arcidiocesi di Bratislava-Trnava, che ha dato origine anche all'arcidiocesi di Trnava.
Il 22 ottobre 2009 la Congregazione per il culto divino e la disciplina dei sacramenti ha confermato san Martino di Tours patrono principale dell'arcidiocesi.

## Cronotassi dei vescovi
Si omettono i periodi di sede vacante non superiori ai 2 anni o non storicamente accertati.
- Stanislav Zvolenský, dal 14 febbraio 2008

## Statistiche
L'arcidiocesi nel 2022 su una popolazione di 777.700 persone contava 444.860 battezzati, corrispondenti al 57,2% del totale.
| anno | popolazione | popolazione | popolazione | presbiteri | presbiteri | presbiteri | presbiteri                | diaconi | religiosi | religiosi | parrocchie |
| anno | battezzati  | totale      | %           | numero     | secolari   | regolari   | battezzati per presbitero | diaconi | uomini    | donne     | parrocchie |
| ---- | ----------- | ----------- | ----------- | ---------- | ---------- | ---------- | ------------------------- | ------- | --------- | --------- | ---------- |
| 2008 | 405.281     | 506.686     | 80,0        | 198        | 106        | 92         | 2.046                     | 4       | 208       | 323       | 180        |
| 2012 | 486.373     | 795.649     | 61,1        | 351        | 169        | 182        | 1.385                     | 4       | 335       | 560       | 122        |
| 2015 | 443.500     | 774.800     | 57,2        | 340        | 167        | 173        | 1.304                     | 3       | 288       | 522       | 121        |
| 2018 | 443.097     | 774.618     | 57,2        | 347        | 175        | 172        | 1.276                     | 8       | 251       | 460       | 121        |
| 2020 | 444.300     | 776.700     | 57,2        | 337        | 171        | 166        | 1.318                     | 8       | 238       | 428       | 123        |
| 2022 | 444.860     | 777.700     | 57,2        | 334        | 171        | 163        | 1.331                     | 7       | 226       | 414       | 123        |